# Ника (кинопремия, 1994)
7-я церемония вручения наград национальной кинематографической премии «Ника» за заслуги в области российского кинематографа за 1993 год состоялась в 1994 году в Центральном Доме кинематографистов.

## Список лауреатов и номинантов

### Основные категории
• Победители выделены отдельным цветом. 
| Категории                           | Лауреаты и номинанты                                                       | Лауреаты и номинанты                                                       |
| ----------------------------------- | -------------------------------------------------------------------------- | -------------------------------------------------------------------------- |
| Лучший игровой фильм                | • Макаров (режиссёр: Владимир Хотиненко) студия «Евразия», кинофирма «Рой» | • Макаров (режиссёр: Владимир Хотиненко) студия «Евразия», кинофирма «Рой» |
| Лучший игровой фильм                | • Дети чугунных богов (режиссёр: Тамаш Тот)                                |                                                                            |
| Лучший игровой фильм                | • Окно в Париж (режиссёр: Юрий Мамин)                                      |                                                                            |
| Лучший документальный фильм         | • Ладони (режиссёр: Артур Аристакисян)                                     | • Ладони (режиссёр: Артур Аристакисян)                                     |
| Лучший документальный фильм         | • Дом с рыцарями (режиссёр: Марина Голдовская)                             |                                                                            |
| Лучший документальный фильм         | • Исчезнувшие без следа (режиссёр: Тенгиз Семёнов)                         |                                                                            |
| Лучший документальный фильм         | • Прощай, СССР. Фильм 1. Личный (режиссёр: Александр Роднянский)           |                                                                            |
| Лучший научно-популярный фильм      | • Групповой портрет в натюрморте (режиссёр: Владимир Кобрин)               | • Групповой портрет в натюрморте (режиссёр: Владимир Кобрин)               |
| Лучший научно-популярный фильм      | • Операция «Гелий». Фильм 4 и 5 (режиссёр: Семён Райтбурт)                 |                                                                            |
| Лучший научно-популярный фильм      | • Срезки очередной войны (режиссёр: Виталий Манский)                       |                                                                            |
| Лучший анимационный фильм           | • Происхождение видов (режиссёр: Ринат Газизов)                            | • Происхождение видов (режиссёр: Ринат Газизов)                            |
| Лучший анимационный фильм           | • Гагарин (режиссёр: Алексей Харитиди)                                     |                                                                            |
| Лучший анимационный фильм           | • Другая сторона (режиссёр: Михаил Алдашин)                                |                                                                            |
| Лучшая режиссёрская работа          | • Владимир Хотиненко за фильм «Макаров»                                    | • Владимир Хотиненко за фильм «Макаров»                                    |
| Лучшая режиссёрская работа          | • Юрий Мамин — «Окно в Париж»                                              |                                                                            |
| Лучшая режиссёрская работа          | • Тамаш Тот — «Дети чугунных богов»                                        |                                                                            |
| Лучшая сценарная работа             | • Пётр Луцик и Алексей Саморядов — «Дети чугунных богов»                   | • Пётр Луцик и Алексей Саморядов — «Дети чугунных богов»                   |
| Лучшая сценарная работа             | • Валерий Залотуха — «Макаров»                                             |                                                                            |
| Лучшая сценарная работа             | • Юрий Мамин и Аркадий Тигай — «Окно в Париж»                              |                                                                            |
| Лучший продюсер                     | • Андрей Разумовский и Юрий Романенко — «Вынос тела», «Убийца»             | • Андрей Разумовский и Юрий Романенко — «Вынос тела», «Убийца»             |
| Лучший продюсер                     | • Игорь Калёнов и Василий Карловский — «Грех. История страсти»             |                                                                            |
| Лучший продюсер                     | • Семён Рябиков — «Завтрак с видом на Эльбрус»                             |                                                                            |
| Лучшая мужская роль                 |                                                                            | • Сергей Маковецкий — «Макаров» (за роль Александра Сергеевича Макарова)   |
| Лучшая мужская роль                 | • Александр Збруев — «Ты у меня одна» (за роль Евгения Павловича Тимошина) |                                                                            |
| Лучшая мужская роль                 | • Игорь Скляр — «Год собаки» (за роль Сергея Кожина)                       |                                                                            |
| Лучшая женская роль                 |                                                                            | • Марина Неёлова — «Ты у меня одна» (за роль Натальи Анатольевны)          |
| Лучшая женская роль                 | • Инна Чурикова — «Плащ Казановы» (за роль Хлои)                           |                                                                            |
| Лучшая женская роль                 | • Ирен Жакоб — «Предсказание» (за роль Люды)                               |                                                                            |
| Лучшая роль второго плана           |                                                                            | • Владимир Ильин — «Макаров» (за роль Василия Ивановича Цветаева)          |
| Лучшая роль второго плана           | • Иннокентий Смоктуновский — «Убийца» (за роль следователя)                |                                                                            |
| Лучшая роль второго плана           | • Нина Усатова — «Окно в Париж» (за роль Верки)                            |                                                                            |
| Лучшая операторская работа          | • Сергей Козлов — «Дети чугунных богов»                                    | • Сергей Козлов — «Дети чугунных богов»                                    |
| Лучшая операторская работа          | • Михаил Агранович — «Плащ Казановы»                                       |                                                                            |
| Лучшая операторская работа          | • Павел Лебешев — «Над тёмной водой»                                       |                                                                            |
| Лучшая музыка к фильму              | • Микаэл Таривердиев — «Русский регтайм»                                   | • Микаэл Таривердиев — «Русский регтайм»                                   |
| Лучшая музыка к фильму              | • Олег Каравайчук — «Год собаки»                                           |                                                                            |
| Лучшая музыка к фильму              | • Сергей Курёхин — «Над тёмной водой»                                      |                                                                            |
| Лучшая работа звукооператора        | • Ян Потоцкий — «Плащ Казановы»                                            | • Ян Потоцкий — «Плащ Казановы»                                            |
| Лучшая работа звукооператора        | • Валентин Бобровский — «Настя»                                            |                                                                            |
| Лучшая работа звукооператора        | • Юрий Михайлов — «Мне скучно, бес»                                        |                                                                            |
| Лучшая работа звукооператора        | • Сергей Сашнин — «Макаров»                                                |                                                                            |
| Лучшая работа художника             | • Владимир Королев — «Дети чугунных богов»                                 | • Владимир Королев — «Дети чугунных богов»                                 |
| Лучшая работа художника             | • Борис Бланк — «Месть шута»                                               |                                                                            |
| Лучшая работа художника             | • Ольга Кравченя — «Русский регтайм»                                       |                                                                            |
| Лучшая работа художника по костюмам | • Александр Осипов — «Мечты идиота»                                        | • Александр Осипов — «Мечты идиота»                                        |
| Лучшая работа художника по костюмам | • Наталья Дзюбенко — «Стрелец неприкаянный»                                |                                                                            |
| Лучшая работа художника по костюмам | • Наталья Васильева и Лариса Конникова — «Провинциальный бенефис»          |                                                                            |

### Специальная награда
- Премия в номинации «Честь и достоинство» присуждена Григорию Наумовичу Чухраю